# Сандейменс-Медов 3
Сандейменс-Медов 3 (англ. Sundayman's Meadow 3) — індіанська резервація в Канаді, у провінції Британська Колумбія, у межах регіонального округу Карібу.

## Населення
За даними перепису 2016 року, індіанська резервація не ма постійного населення.

## Клімат
Середня річна температура становить 2,3°C, середня максимальна – 17,9°C, а середня мінімальна – -16,9°C. Середня річна кількість опадів – 424 мм.
| Клімат поселення                              | Клімат поселення | Клімат поселення | Клімат поселення | Клімат поселення | Клімат поселення | Клімат поселення | Клімат поселення | Клімат поселення | Клімат поселення | Клімат поселення | Клімат поселення | Клімат поселення | Клімат поселення |
| Показник                                      | Січ.             | Лют.             | Бер.             | Квіт.            | Трав.            | Черв.            | Лип.             | Серп.            | Вер.             | Жовт.            | Лист.            | Груд.            |                  |
| Середній максимум, °C                         | −3,13            | 0,04             | 4,47             | 9,46             | 14,36            | 17,94            | 17,36            | 17,20            | 13,04            | 7,56             | 0,06             | −4,87            |                  |
| Середня температура, °C                       | −10,01           | −6,85            | −2,41            | 2,58             | 7,46             | 11,04            | 13,28            | 13,12            | 8,95             | 3,48             | −4,03            | −8,96            |                  |
| Середній мінімум, °C                          | −16,9            | −13,73           | −9,3             | −4,3             | 0,58             | 4,16             | 9,19             | 9,03             | 4,87             | −0,61            | −8,12            | −13,04           |                  |
| Норма опадів, мм                              | 34               | 18               | 18               | 20               | 35               | 54               | 55               | 42               | 37               | 37               | 39               | 35               |                  |
| Середньомісячна швидкість вітру, м/с          | 1.61             | 1.78             | 2.01             | 2.25             | 2.26             | 2.20             | 2.11             | 1.90             | 1.85             | 2.00             | 1.98             | 1.68             |                  |
| Середньомісячна сонячна радіація, кДж/м²·день | 2696             | 5344             | 10079            | 14865            | 18412            | 20112            | 20095            | 17000            | 11532            | 6174             | 3020             | 1970             |                  |
| --------------------------------------------- | ---------------- | ---------------- | ---------------- | ---------------- | ---------------- | ---------------- | ---------------- | ---------------- | ---------------- | ---------------- | ---------------- | ---------------- | ---------------- |
| Джерело:                                      |                  |                  |                  |                  |                  |                  |                  |                  |                  |                  |                  |                  |                  |